# Kali Mountford
Kali Mountford, född 12 januari 1954, är en brittisk Labourpartiet. Hon var parlamentsledamot för valkretsen Colne Valley från valet 1997 till 2010.